# Clariden Leu
Clariden Leu était une banque privée suisse basée à Zurich et à Genève, en Suisse. 

## Historique
Elle a été fondée en 2007 par le président de Clariden, Alex Hoffmann, et le Credit Suisse Group. Jusqu'en 2007, elle fonctionnait sous le nom de Clariden Bank, une banque privée indépendante appartenant à la fois au Credit Suisse Group et à la direction de la banque. Elle a ensuite été entièrement fusionnée avec le Credit Suisse Group en 2007 lorsque Hoffmann a pris sa retraite après avoir dirigé la banque pendant près de 40 ans en tant que cofondateur, PDG et président. Le 26 janvier 2007, avec le négociant en valeurs mobilières Credit Suisse Fides, Clariden Leu était l'une des plus grandes banques privées de Suisse et gérait finalement plus de 100 milliards de CHF,.

## Fusion
Le 15 novembre 2011, Credit Suisse Group AG a annoncé son intention d'intégrer pleinement sa filiale Clariden Leu au Credit Suisse. Le Credit Suisse a fusionné légalement avec Clariden Leu le 2 avril 2012, acquérant tous les actifs et passifs de Clariden Leu et assumant tous ses droits et obligations. 